# Postlagen
Postlagen (2010:1045), är den lag som reglerar posthanteringen i Sverige. Denna version av lagen trädde i kraft den 1 juli 2010.
Näringsdepartementet är ansvarigt department för Postlagen.

## Historik
2010 års postlag ersatte 1993 års postlag (1993:1684) med anledning av att EU 2008 utfärdat direktiv för ett fullständigt genomförande av en inre marknad för posttjänster. Samtidigt gavs lagen en ny struktur och bitvis nya definitioner infördes.

1993 års postlag kom till i samband med avskaffandet av brevmonopolet i Sverige. 1 juli 1998 infördes 1a § i postlagen (1993:1684) med bestämmelse om kassaservice. Denna paragraf blev flyttad till en egen lag den 1 januari 2002, Lag (2001:1276) om grundläggande kassaservice, som ursprungligen inte innehöll någon annan text. I samband med att paragrafen flyttades till en egen lag, lades postkontoren ner. Svensk Kassaservice bildades för att ta över betalningsverksamheten från Posten. 
| ”                                                    | Det skall finnas en kassaservice i hela landet som innebär att alla har möjlighet att verkställa och ta emot betalningar till enhetliga priser. | „ |
| – 1 § Lag (2001:1276) om grundläggande kassaservice. | |   |

Lagen om grundläggande kassaservice gällde fram till 1 januari 2009, och upphörde gälla i samband med att Svensk Kassaservice avvecklades.